# ジュゼッペ・カンマラーノ
ジュゼッペ・カンマラーノ（Giuseppe Cammarano、1766年1月4日 - 1850年10月8日）はイタリアの画家、美術教師である。シチリア・ブルボン朝のフェルディナンド1世の宮廷画家になり、ナポリ美術アカデミーで教えた。

## 略歴
シチリアのシャッカで生まれた。父親は宮廷で働く有名な俳優であった。カンマラーノが生まれた後、すぐに家族はナポリに移った。10代でナポリの絵画学校に入学し、フェデーレ・フィシェッティ(Fedele Fischetti: 1732–1792)の工房で学び、舞台美術家、建築家のドメニコ・ケーリ（Domenico Chelli: 1746–1820)やフェルディナンド1世に招かれてナポリに滞在していたドイツ人画家、ヤコブ・フィリップ・ハッケルト(1737-1807)からも教えを受けた。国王から奨学金を受けて、ローマでも修行した。
5年ほどローマで修行した後1788年にはナポリに戻った。1791年にはカゼルタ宮殿の装飾画を描いた。フェルディナンド1世の宮廷画家になり、王族の肖像画や宮殿の装飾画描いた。
1806年から1810年代の半ばまで、ナポリ王国がフランスの支配下にあった時はナポリ王、ジョアッキーノ1世となったジョアシャン・ミュラの王妃、カロリーヌ・ボナパルトの肖像画も残している。
ナポレオン戦争の後、損害を受けた王宮の修復も行った。ナポリ美術アカデミー教授にも任じられた。
息子のサルヴァトーレ・カンマラーノ(1801-1852)は有名なオペラ台本作家になり、孫のミケーレ・カンマラーノ(Michele Cammarano: 1835-1920)は画家になった。

## 作品

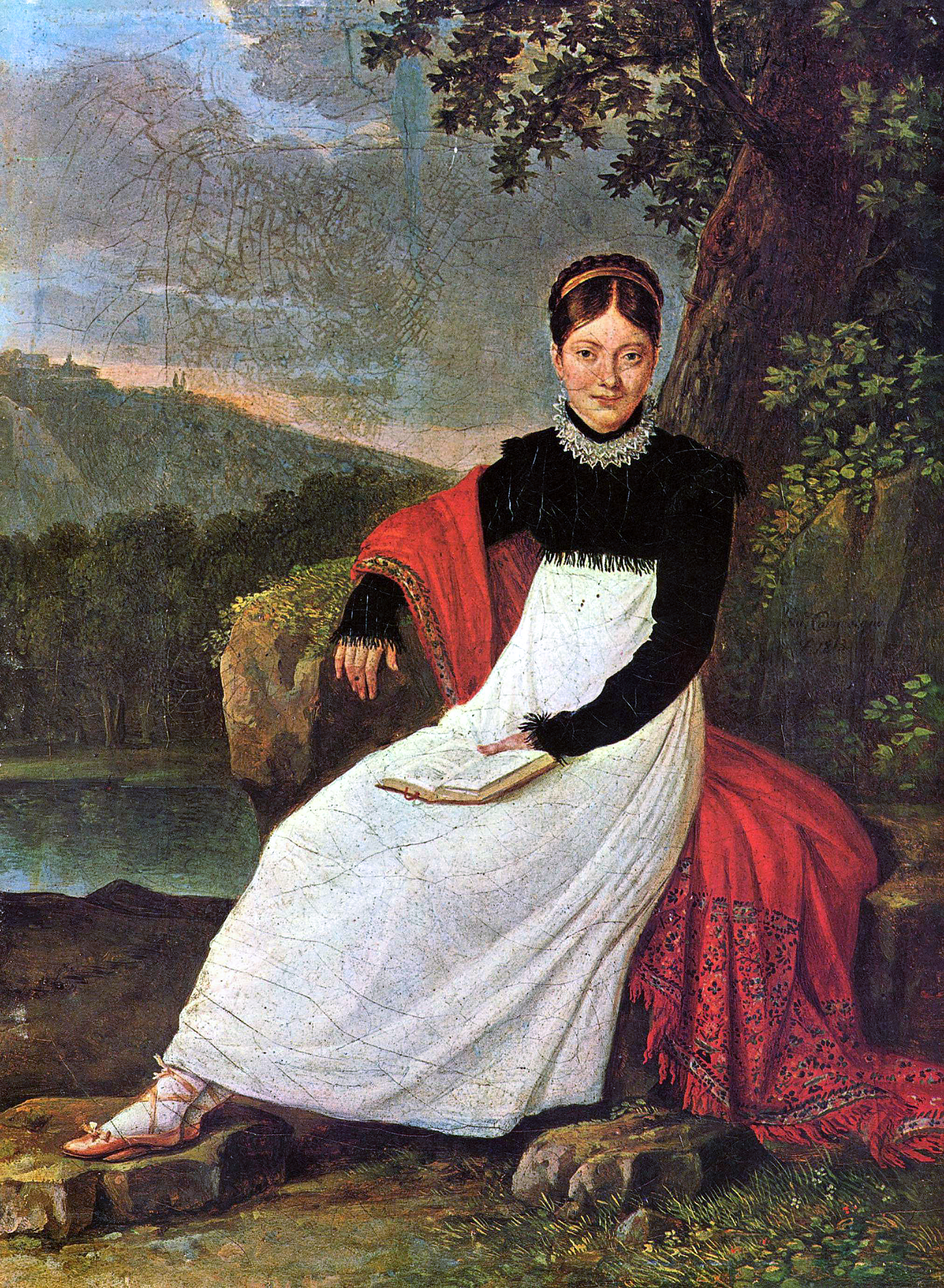
カロリーヌ・ボナパルト(1813)
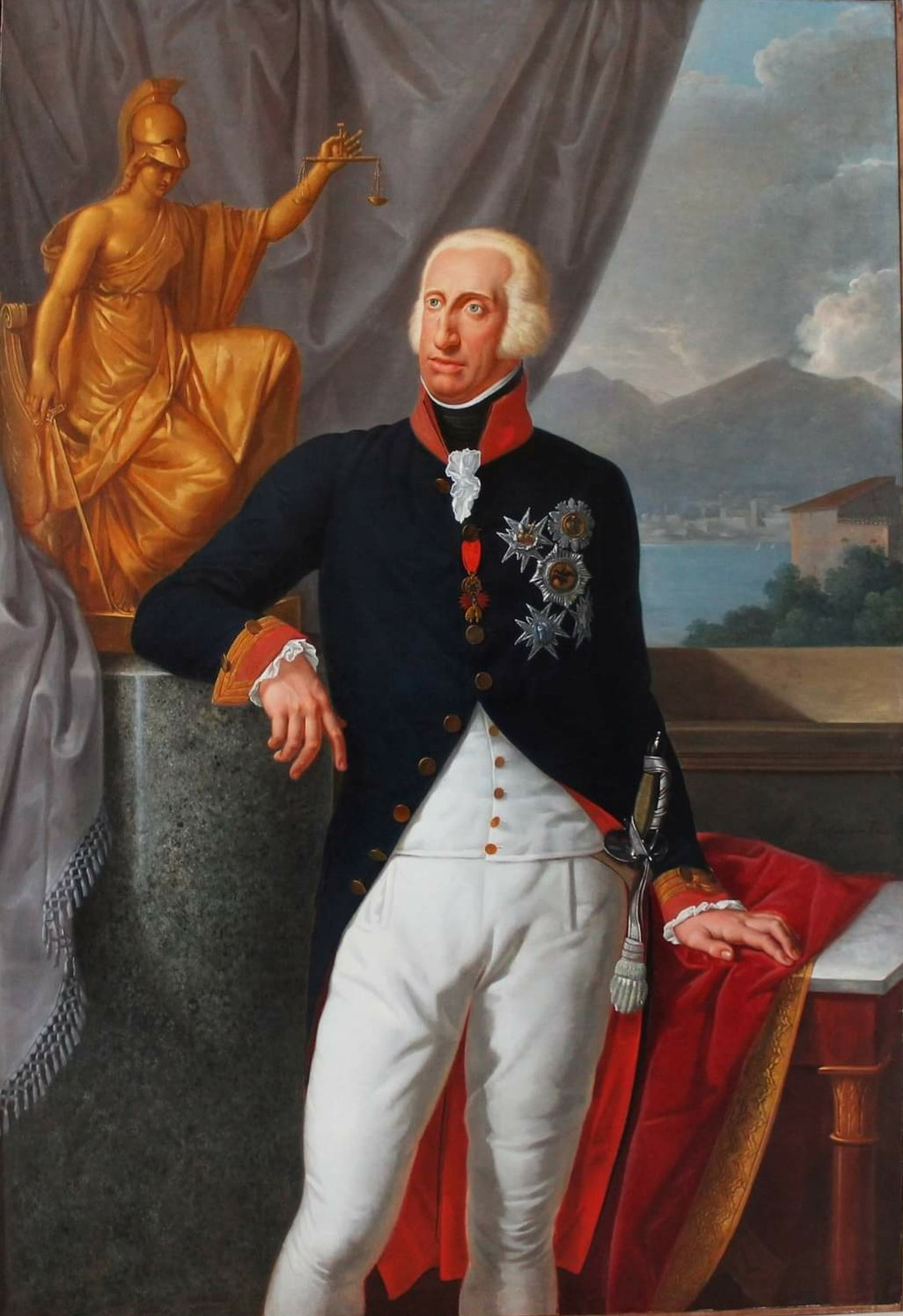
フェルディナンド1世 (両シチリア王) (1815)
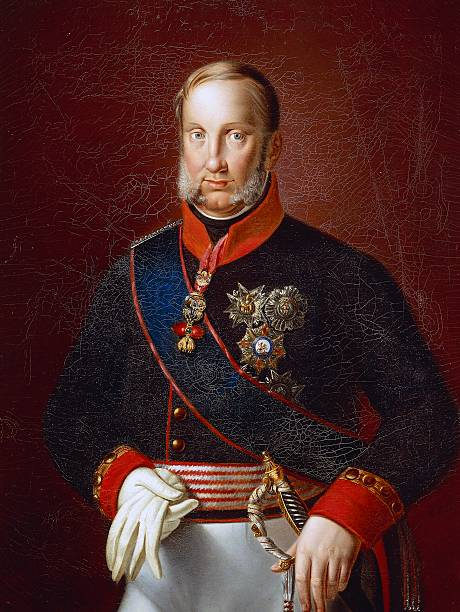
フランチェスコ1世 (両シチリア王)
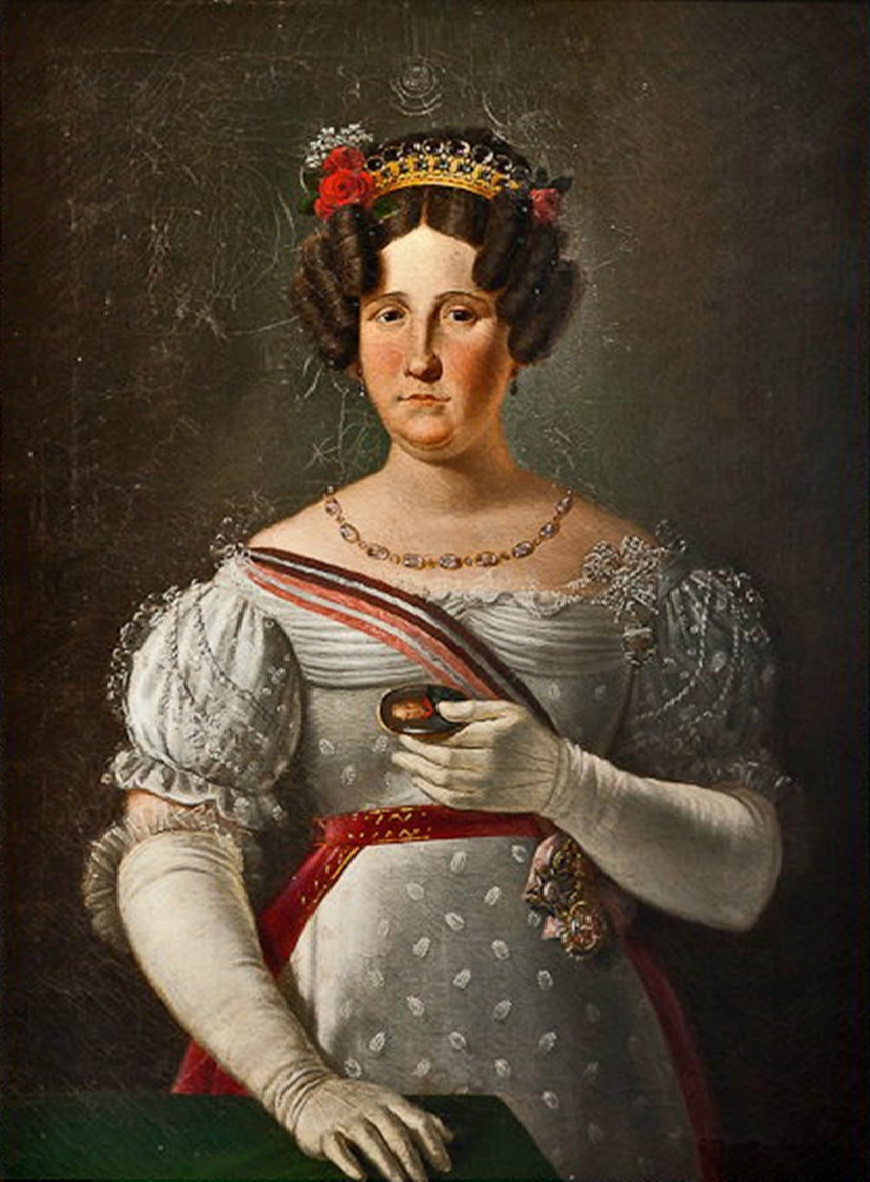
マリーア・イザベッラ・ディ・スパーニャ(c.1815)